# 阿邁斯比希爾山
47°42′56″N 15°38′09″E / 47.71547°N 15.63584°E
阿邁斯比希爾山（德語：Amaißbichl），是奧地利的山峰，位於該國東部，處於下奧地利州和施泰爾馬克州接壤的邊界，屬於米爾茨施泰格阿爾卑斯山脈的一部分，海拔高度1,828米，每年平均降雨量1,409毫米。